# 72 f.Kr.

## Händelser

### Efter plats

#### Romerska republiken
- Lucius Lucullus besegrar Mithridates VI i slaget vid Cabira och invaderar Pontos. Mithridates flyr till Armenien, styrt av hans svärson Tigranes, som vägrar överlämna sin svärfar till Lucius Lucullus.
- Quintus Sertorius mördas av sin underordnade Marcus Perperna, som i sin tur besegras av Cnaeus Pompeius, vilket gör slut på det sertoriska kriget i Spanien.

#### Gallien
- Helvetierna och andra folk under Ariovistus invaderar Gallien.

## Födda
- Vercingetorix, gallisk hövding

## Avlidna
- Quintus Sertorius, romersk politiker (mördad)